# Багланова, Роза Тажибаевна
Ро́за Тажиба́евна Багла́нова (каз. Роза Тәжібайқызы Бағланова; 1 января 1922, Казалинск — 8 февраля 2011, Алма-Ата) — советская, казахская оперная и эстрадная певица (сопрано). Народная артистка СССР (1967). Народная артистка Кыргызской Республики  (1996). Народный Герой Казахстана (1996).

## Биография
Родилась 1 января 1922 года в Казалинске (ныне — в Кызылординской области, Казахстан). Происходит из рода жагалбайлы племени Жетыру Младшего жуза.
После школы, в 1939—1941 годах училась в Кызыл-Ординском педагогическом институте. После смерти отца, когда семье стало трудно, поступила в Ташкентский текстильный институт, так как там обеспечивали жильём в общежитии, бесплатным питанием и можно было подрабатывать ткачихой. В Ташкенте её пение случайно услышал солист Ташкентского оперного театра и одновременно директор филармонии М. Кари-Якупов.
С 1941 года работала в Самарканде, в Государственном женском ансамбле песни и пляски Узбекской ССР Узбекской филармонии. Летом 1941 года получила направление в Московскую консерваторию, но началась война и она ушла на фронт вместе с ансамблем. В составе бригады артистов выступала перед бойцами Красной армии прямо на передовой. Её фронтовые концерты пользовались огромным успехом, она пела песни и частушки из репертуара Л. А. Руслановой, в том числе и песню «Ах, Самара-городок». По воспоминаниям её самой, эту песню она впервые услышала на одном из фронтовых концертов в исполнении Л. Руслановой, после чего начала исполнять её сама. Самой Л. Руслановой исполнение Розы очень понравилось и она фактически подарила начинающей казахской певице эту песню, ставшую её «визитной карточкой». 9 мая 1945 года принимала участие в Победном концерте в Берлине.
После войны вернулась на большую сцену, став одной из самых известных певиц, пользовавшихся популярностью в Советском Союзе. Стала первой казахской певицей, получившей широкое и всенародное признание в СССР.
В 1947—1949 годах работала в Казахском государственном академическом театре оперы и балета им. Абая, в 1949—1960 — в Республиканской филармонии им. Джамбула.
В 1960 году стала ведущим мастером сцены Казахского государственного концертного объединения «Казахконцерт». В её репертуаре — произведения мирового оперного искусства, народные песни разных стран и песни современных композиторов.
12 апреля 1961 года, во время полёта Юрия Гагарина вокруг Земли, коротковолновая станция «Весна» в Алма-Ате, осуществлявшая коммуникацию с кораблем «Восток-1», транслировала песни Баглановой в течение 10 минут (с 9:52 до 10:02 по московскому времени).
Снялась в советско-венгерском документальном фильме «Юность мира» (1949).
Гастролировала за рубежом (Польша, ГДР, Венгрия, Австрия, Чехословакия, Китай, Корея, Индия, Бирма, Канада, Швеция, Бельгия и др.).
Роза Багланова — национальный символ целой эпохи: стояла на одной сцене с А. Вертинским, Г. Улановой, М. Плисецкой, И. Ильинским, А. Райкиным, великими С. Рихтером и Д. Шафраном. Была лично знакома со многими мировыми государственными деятелями: И. Сталиным, Н. Хрущёвым, Л. Брежневым, Ким Ир Сеном, Мао Цзэдуном. Дважды гостила у Джавахарлала Неру и Индиры Ганди. Внесла большой вклад в развитие и популяризацию казахской народной музыки и творчества композиторов Казахстана. «Маленькая казашка», так её называли деятели культуры Советского Союза.
В 2007 году, в издательстве «Атамура» вышла автобиографическая её книга «Айналайын халқымнан еркелеткен» («Благодарна народу моему за ласку ко мне»).

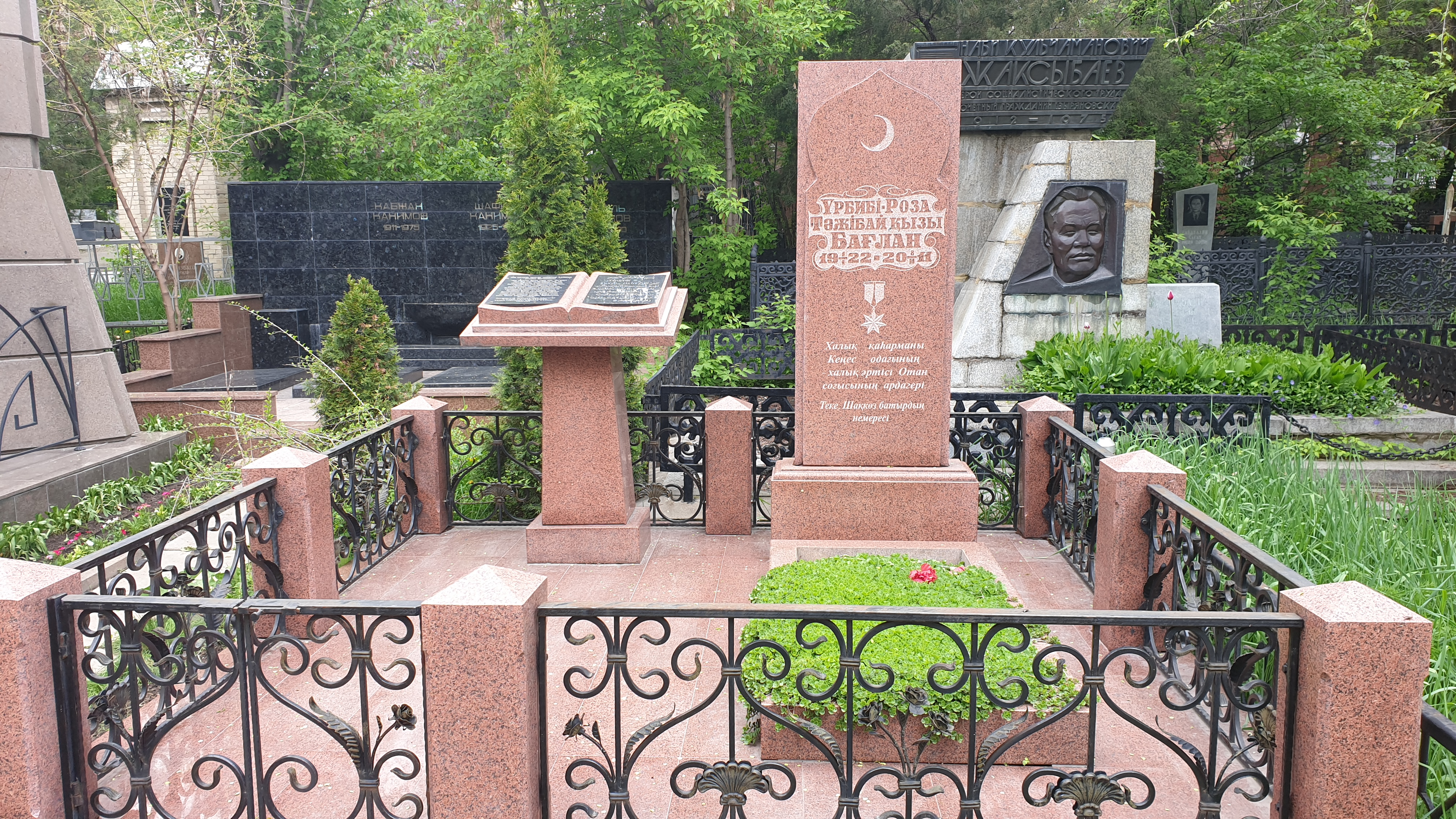
Надгробный памятник над могилой Розы Баглановой

Скончалась 8 февраля 2011 года в Алма-Ате после обширного инфаркта. Накануне, 7 февраля она была награждена главой государства Нурсултаном Назарбаевым президентской стипендией Фонда поддержки культуры, образования и социальных программ. Похоронена на Кенсайском кладбище.

## Семья
Дважды была замужем. Сын Тажен. Четверо внуков.

## Признание
- Имя певицы включено в первый выпуск о женщинах мира англо-американской энциклопедии «Кто есть кто».
- Студия «Казахфильм» имени Ш. Айманова сняла о певице документальный фильм «Наша Роза», который рассказывает о большом творческом пути артистки.
- Всесоюзную известность певице принесла русская народная песня «Самара-городок».
- В 2011 году вышел документальный фильм об артистке «Ах, Самара-городок» (кинокомпания MG Production, режиссёр А. Кыстаубаев).

## Звания и награды
- Президентская стипендия Фонда поддержки культуры, образования и социальных программ (2011)
- Почетный гражданин Кызылординской области (2007)
- Ежегодная общественная национальная премия «Алтын Журек» — в номинации «Искусство и милосердие» (Алматы, 2007)
- Независимая общенациональная премия «Тарлан» («За вклад» в разделе «Музыка», «Клуб меценатов Казахстана», 2004)
- Международная премия «Данекер» (2000)
- Народный Герой Казахстана (1996)
- Народная артистка Кыргызстана (1996) — за большие заслуги в укреплении братских отношений между казахским и кыргызским народами и значительный вклад во взаимное развитие и обогащение национальных культур[10]
- Медаль «Шапагат» (1995)
- Орден Дружбы народов (1981)
- Народная артистка СССР (1967)
- Орден Ленина (3 января 1959) — за выдающиеся заслуги в развитии казахского искусства и литературы и в связи с декадой казахского искусства и литературы в гор. Москве
- Народная артистка Казахской ССР (1955)[11]
- Дипломант ІІ Всесоюзного конкурса артистов эстрады в Москве (1946)
- Лауреат ІІ Международного фестиваля молодежи и студентов в Будапеште (специальный приз за исполнение народных песен, 1946)
- Медаль «За победу над Германией в Великой Отечественной войне 1941—1945 гг.» (1945)
- Медаль «За боевые заслуги» (1943)
- Орден Трудового Красного Знамени
- Медаль «За трудовую доблесть»
- Медаль «Астана»
- Медаль «10 лет независимости Республики Казахстан»
- Медаль «60 лет Победы в Великой Отечественной войне 1941—1945 гг.» (Казахстан)
- Медаль «50 лет Целине»
- Медаль «10 лет Астане»
- Медаль «За освоение целинных земель»
- Почётный президент Всемирного общества мусульманок
- Почётный гражданин нескольких городов

## Память
15 апреля 2022 в Алматы открыли памятник Розе Баглановой в рамках празднования 100-летнего юбилея. Бронзовый памятник высотой 4,8 метра установлен в Медеуском районе. Он расположился перед зданием Казахской государственной филармонии имени Жамбыла.